# Liste der Monuments historiques in Wentzwiller
Die Liste der Monuments historiques in Wentzwiller führt die Monuments historiques in der französischen Gemeinde Wentzwiller auf.

## Liste der Objekte
| Bezeichnung              | Beschreibung                                        | Standort                       | Kennzeichnung | Schutzstatus | Datum | Bild |
| ------------------------ | --------------------------------------------------- | ------------------------------ | ------------- | ------------ | ----- | ---- |
| Orgel                    | Haupteintrag für PM68000959                         | in der Kirche St-Martin (Lage) | PM68000958    | Inscrit      | 1989  |      |
| Orgelprospekt            | 1844 von Claude Ignace Callinet gebaut              | in der Kirche St-Martin (Lage) | PM68000959    | Inscrit      | 1989  |      |
| Zwei Reliquiare          | Holz, farbig gefasst und vergoldet, 19. Jahrhundert | in der Kirche St-Martin (Lage) | PM68001206    | Inscrit      | 1989  |      |
| Skulptur Heiliger Rochus | Holz, farbig gefasst und vergoldet, 19. Jahrhundert | in der Kirche St-Martin (Lage) | PM68001207    | Inscrit      | 1989  |      |